# Thaumasyt
Thaumasyt – rzadki minerał, będący krzemianem wapnia.
Nazwa wywodzi się z greckiego słowa θαυµαζειν (thaumazein), oznaczającego być zaskoczonym, nawiązuje do jego niezwykłego składu chemicznego z anionami węglanowymi, siarczanowymi i heksahydroksykrzemianowymi.

## Właściwości
Krystalizuje w układzie heksagonalnym. Posiada kryształy o pokroju włóknistym, pryzmatycznym oraz cienkoigiełkowym. Rzadko wykształca kryształy o przekroju sześciokątnym. Występuje w skupieniach wiązkowych, proszkowych, zwartych, masywnych i zbitych. Jest minerałem kruchym, półprzezroczystym do przezroczystego. Częstymi zanieczyszczeniami w strukturze są glin, magnez i żelazo.

## Występowanie
Występuje w pęcherzykach pogazowych w skałach wulkanicznych, w ksenolitach bogatych w wapń oraz w zmetamorfizowanych utworach manganonośnych. Także jako późny minerał w niektórych złożach rud siarczkowych. Powstaje w wyniku reakcji wód geotermalnych lub wód morskich z bazaltami i tufami. Towarzyszą mu ettringit, aegonit, tobermoryt, afwillit, kalcyt, prehnit, pektolit, zeolit, gips, piryt, apofyllit i datolit.

## Miejsce Występowania
Jego typową lokalizacją jest Szwecja. Występuje również w Izraelu, Południowej Afryce, Irlandii, Norwegii, Niemczech, Austrii, Australii, Meksyku oraz w Stanach Zjednoczonych (Wirginia, New Jersey, Kalifornia, Arizona, Utah).

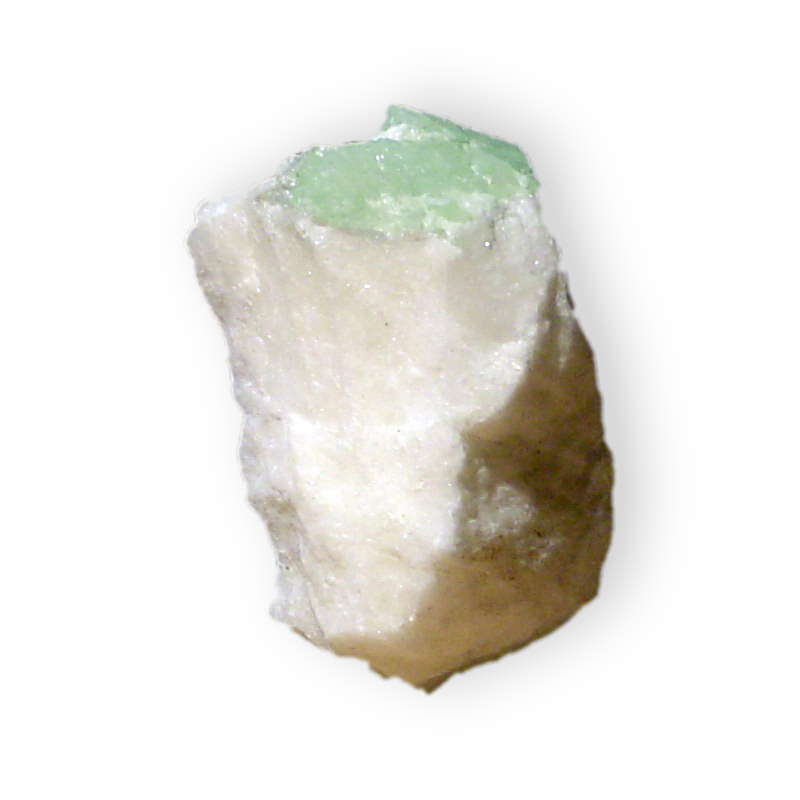
Okaz w towarzystwie zielonego prehnitu z Wirginii